# Герман Саксен-Веймар-Эйзенахский
Герман Бернхард Георг Саксен-Веймар-Эйзенахский (нем. Hermann Bernhard Georg von Sachsen-Weimar-Eisenach; 4 августа 1825, замок Альтенштайн, Тюрингия — 31 августа 1901, Берхтесгаден, Королевство Бавария) — принц Саксен-Веймар-Эйзенахский, герцог Саксонский, вюртембергский генерал.

## Биография
Принц Герман был третьим сыном и пятым ребёнком в семье принца Карла Саксен-Веймар-Эйзенахского (сына великого герцога Карла Августа и принцессы Луизы Августы Гессен-Дармштадтской) и Иды Саксен-Мейнингенской, дочери герцога Георга I от брака с Элеонорой Гогенлоэ. Всего в семье было восемь детей. По матери приходился племянником королеве Великобритании Аделаиде.
В 1840 году поступил на военную службу в Вюртембергскую военную академию. Получил чин генерал-майором, с 1859 года был командиром Вюртембергской королевской кавалерийской дивизии. Имел награды, в числе которых Железный крест 2-го класса, орден Александра Невского, орден Вюртембергской короны, Королевский венгерский орден Святого Стефана и Орден Белого сокола.
Умер 31 августа 1901 года. Похоронен на пражском кладбище в Штутгарте.

## Брак
17 июня 1851 года в Фридрихсхафене женился на вюртембергской принцессе Августе Вильгельмине, дочери короля Вюртемберга Вильгельма I и Паулины Терезы Вюртембергской. В браке родилось шестеро детей:
- Паулина (25 июля 1852 — 17 мая 1904) — в 1873 году вышла замуж за своего кузена наследного принца Карла Августа Саксен-Веймар-Эйзенахского (1844—1894), имела двух сыновей;
- Вильгельм (21 декабря 1853 — 15 декабря 1924) — женился в 1885 году на Герте Изенбург-Бюдинген-Вестербахской (1863—1945), имел двух сыновей и дочь;
- Бернхард (10 октября 1855 — 23 декабря 1907) — с 1901 года граф фон Краейенберг, женат дважды: с 1900 года на Марии-Луизе Брокмюллер (1866—1903), с 1905 года на графине Элизабет фон дер Шуленбург (1869—1940), детей не имел;
- Александр (22 июня 1857 — 5 сентября 1891) — не женат, детей нет;
- Эрнст (9 августа 1859 — 9 января 1909) — не женат, детей нет;
- Ольга (8 сентября 1869 — 12 января 1924) — с 1902 года супруга князя Леопольда Изенбург-Бюдингенского (1866—1933), имела сына Вильгельма Карла (1903—1956).

Августа Вильгельмина умерла в 1898 году. Герман скончался через три года.